# Quercus durifolia
Quercus durifolia — вид рослин з родини букових (Fagaceae); ендемік Західної Сьєрра-Мадре й довколишніх гір — Мексика.

## Опис
Це невелике вічнозелене або пізно-листопадне дерево (2)6–9, іноді 15 метрів у висоту. Кора чорнувата, шорстка, тріщинувата. Гілочки стрункі, ± голі. Листки ланцетні або довгасто-ланцетні, 3–6 × 1–1.5 см завдовжки; верхівка тупа або гостра, зі щетиною; основа тупа або злегка серцеподібна; край плоский, не загнутий, часто хвилястий, переважно цілий, але з рідко 1–2 зубами біля верхівки; верх темно-сіро-зелений, голий, за винятком деяких волосків, розсіяних уздовж середньої жилки; низ сірувато-зелений, рівномірно щільно вовнистий; ніжка листка завдовжки 5–10 мм, ± гола. Чоловічі сережки 3 см завдовжки. Жолуді однорічні, поодинокі або парні, сидячі або на дуже короткій ніжці, яйцеподібні або еліпсоїдні, завдовжки 10–18 мм; чашечка охоплює 1/2 горіха.
Період цвітіння: травень. Період плодоношення: серпень — жовтень.

## Поширення й екологія
Ендемік Західної Сьєрра-Мадре й довколишніх гір — Мексика (штати Агуаскалієнтес, Сонора, Дуранго, Сакатекас, Коауїла, Сіналоа, Чихуахуа).
Населяє сосново-дубові рідколісся, крім того хребти, каньйони, долини й береги потоків. Росте на висотах 1700–2678 м.

## Використання
Деревина Q. durifolia заготовляється на деревне вугілля та дрова для опалення. Корінне населення використовує молоде листя в їжу.

## Загрози
Q. durifolia стикається із загрозами очищення земель для сільського господарства та випасу худоби, що призвело до швидкого вирубування лісів та фрагментації середовища.